# Vučji pauci
Vučji pauci (lat. Lycosidae), velika porodica paukova kojoj pripada 123 rodova i preko 2 300 vrsta. Svi vučji pauci su lovci. Plijen love danju, tako da ga proganjaju dok ga ne ulove, dok se većinom noću skrivaju ispod kamenja. Oni iz roda Trochosa aktivni su noću. Najpoznatija vrsta je Lycosa singoriensis. Mogu biti veličine od 10 do 35 milimetara. Imaju odličan vid, u svijetu pauka bolje od njih vide samo pauci skakači i pauci lovci. Zbog dugih nogu izgledaju veći, a odlični su i u kamuflaži i brzi.
Vučji pauci svoj otrov prema ljudima koriste samo u slučajevima samoobrane, a simptomi ujeda su otoci, bol i svrbež. Hrane se kukcima, i svaki pauk pojede dnevno 5 do 15 kukaca. U Kaliforniji je pauk Pardosa ramulosa važan u suzbijanju vrsta iz porodice Cicadellidae, koji na gajenim biljkama mogu prouzrokovati različite bolesti. 
Većina vučjih paukova je sive ili smeđe boje, a mužjaci su malo manji i tamniji od ženki.

## Razmnožavanje
Mužjak ženku locira uz pomoć feromona, ali joj je ne prilazi nego joj s udaljenosti signalizira podizanjem i spuštanjem nogu i pipalima poznatima kao palpi. Prihvatit će ga ako je zadovoljna njime i već se nije parila. Ako ga prihvati, mora biti oprezan da ga nakon čina ne pojede. Ženka jaja nosi u naročitoj svilenkastoj vrećici ispod njezinog trbuha kojeg drži malo uzdignuto, kako se vrećica ne bi vukla po tlu. Odmah nakon što se izvuku iz svilenkaste vrećice, mladi se majci uspnu uz noge i smjeste na njezin stomak, gdje su sigurni. Kroz cijelo to vrijeme nakon parenja, dok nosi vrećicu i mlade, ženka je sposobna za lov.

## Rodovi
1. Acantholycosa Dahl, 1908
2. Adelocosa Gertsch, 1973
3. Agalenocosa Mello-Leitão, 1944
4. Aglaoctenus Tullgren, 1905
5. Algidus Simon, 1898
6. Allocosa Banks, 1900
7. Allotrochosina Roewer, 1960
8. Alopecosa Simon, 1885
9. Amblyothele Simon, 1910
10. Anomalomma Simon, 1890
11. Anomalosa Roewer, 1960
12. Anoteropsis L. Koch, 1878
13. Arctosa C. L. Koch, 1847
14. Arctosippa Roewer, 1960
15. Arctosomma Roewer, 1960
16. Artoria Thorell, 1877
17. Artoriellula Roewer, 1960
18. Artoriopsis Framenau, 2007
19. Aulonia C. L. Koch, 1847
20. Auloniella Roewer, 1960
21. Birabenia Mello-Leitão, 1941
22. Bogdocosa Ponomarev & Belosludtsev, 2008
23. Brevilabus Strand, 1908
24. Bristowiella Saaristo, 1980
25. Camptocosa Dondale, Jiménez & Nieto, 2005
26. Caporiaccosa Roewer, 1960
27. Caspicosa Ponomarev, 2007
28. Costacosa Framenau & Leung, 2013
29. Crocodilosa Caporiacco, 1947
30. Cynosa Caporiacco, 1933
31. Dejerosa Roewer, 1960
32. Deliriosa Kovblyuk, 2009
33. Diahogna Roewer, 1960
34. Diapontia Keyserling, 1876
35. Dingosa Roewer, 1955
36. Dolocosa Roewer, 1960
37. Donacosa Alderweireldt & Jocqué, 1991
38. Dorjulopirata Buchar, 1997
39. Draposa Kronestedt, 2010
40. Edenticosa Roewer, 1960
41. Evippa Simon, 1882
42. Evippomma Roewer, 1959
43. Foveosa Russell-Smith, Alderweireldt & Jocqué, 2007
44. Geolycosa Montgomery, 1904
45. Gladicosa Brady, 1987
46. Gnatholycosa Mello-Leitão, 1940
47. Gulocosa Marusik, Omelko & Koponen, 2015
48. Hesperocosa Gertsch & Wallace, 1937
49. Hippasa Simon, 1885
50. Hippasella Mello-Leitão, 1944
51. Hoggicosa Roewer, 1960
52. Hogna Simon, 1885
53. Hognoides Roewer, 1960
54. Hyaenosa Caporiacco, 1940
55. Hygrolycosa Dahl, 1908
56. Kangarosa Framenau, 2010
57. Katableps Jocqué, Russell-Smith & Alderweireldt, 2011
58. Knoelle Framenau, 2006
59. Lobizon Piacentini & Grismado, 2009
60. Loculla Simon, 1910
61. Lycosa Latreille, 1804
62. Lycosella Thorell, 1890
63. Lysania Thorell, 1890
64. Mainosa Framenau, 2006
65. Malimbosa Roewer, 1960
66. Margonia Hippa & Lehtinen, 1983
67. Megarctosa Caporiacco, 1948
68. Melecosa Marusik, Omelko & Koponen, 2015
69. Melocosa Gertsch, 1937
70. Minicosa Alderweireldt & Jocqué, 2007
71. Molitorosa Roewer, 1960
72. Mongolicosa Marusik, Azarkina & Koponen, 2004
73. Mustelicosa Roewer, 1960
74. Navira Piacentini & Grismado, 2009
75. Notocosa Vink, 2002
76. Nukuhiva Berland, 1935
77. Oculicosa Zyuzin, 1993
78. Ocyale Audouin, 1826
79. Orinocosa Chamberlin, 1916
80. Orthocosa Roewer, 1960
81. Paratrochosina Roewer, 1960
82. Pardosa C. L. Koch, 1847
83. Pardosella Caporiacco, 1939
84. Passiena Thorell, 1890
85. Pavocosa Roewer, 1960
86. Phonophilus Ehrenberg, 1831
87. Pirata Sundevall, 1833
88. Piratula Roewer, 1960
89. Proevippa Purcell, 1903
90. Prolycosides Mello-Leitão, 1942
91. Pseudevippa Simon, 1910
92. Pterartoria Purcell, 1903
93. Pterartoriola Roewer, 1959
94. Pyrenecosa Marusik, Azarkina & Koponen, 2004
95. Rabidosa Roewer, 1960
96. Satta Lehtinen & Hippa, 1979
97. Schizocosa Chamberlin, 1904
98. Shapna Hippa & Lehtinen, 1983
99. Sibirocosa Marusik, Azarkina & Koponen, 2004
100. Sosippus Simon, 1888
101. Syroloma Simon, 1900
102. Tapetosa Framenau et al., 2009
103. Tasmanicosa Roewer, 1959
104. Tetralycosa Roewer, 1960
105. Tigrosa Brady, 2012
106. Trabea Simon, 1876
107. Trabeops Roewer, 1959
108. Trebacosa Dondale & Redner, 1981
109. Tricassa Simon, 1910
110. Trochosa C. L. Koch, 1847
111. Trochosippa Roewer, 1960
112. Tuberculosa Framenau & Yoo, 2006
113. Varacosa Chamberlin & Ivie, 1942
114. Venator Hogg, 1900
115. Venatrix Roewer, 1960
116. Venonia Thorell, 1894
117. Vesubia Simon, 1910
118. Wadicosa Zyuzin, 1985
119. Xerolycosa Dahl, 1908
120. Zantheres Thorell, 1887
121. Zenonina Simon, 1898
122. Zoica Simon, 1898
123. Zyuzicosa Logunov, 2010